# Owjā Bon
Owjā Bon (persiska: وجابِن, وهابِن, Ūjāben, اوجا بن) är en ort i Iran.   Den ligger i provinsen Golestan, i den norra delen av landet, 290 km öster om huvudstaden Teheran. Owjā Bon ligger 29 meter över havet och antalet invånare är 769.
Terrängen runt Owjā Bon är platt åt nordväst, men åt sydost är den kuperad.Runt Owjā Bon är det ganska tätbefolkat, med 207 invånare per kvadratkilometer. Närmaste större samhälle är Gorgan, 5,3 km sydost om Owjā Bon. Trakten runt Owjā Bon består till största delen av jordbruksmark.